# 红色走廊
红色走廊（英語：Red Corridor）是印度东部、中部和南部的部分地区，正经历着纳萨尔毛派叛乱。主要的纳萨尔派团体是印度共产党（毛主义）。根据《印度非法活动（预防）法》（1967年），所有形式的纳萨尔组织都已被宣布为恐怖组织。
红色走廊是现代印度最大的文盲、贫困和人口过剩地区，横跨安得拉邦、比哈尔邦、切蒂斯格尔邦、贾坎德邦、中央邦、马哈拉施特拉邦、奥里萨邦、特伦甘纳邦、西孟加拉邦和北方邦东部。 据印度内政部统计，2016年这10个邦共发生1048起左翼极端主义暴力事件。

## 经济状况
红色走廊是印度最贫穷的地区之一。贾坎德邦、奥里萨邦、切蒂斯格尔邦和特伦甘纳邦（前身为安得拉邦的一部分）等地要么贫穷，要么经济上存在严重不平等，或者两者兼而有之。
该地区的一个关键特征是非多元化经济，完全是基于第一产业。农业（有时以矿业或林业为辅）是经济的中流砥柱，经常无法支持人口的快速增长。 该地区拥有丰富的自然资源，包括矿产、林业和潜在的水力发电能力。例如，奥里萨邦“拥有印度60％的铝土矿储量、25％的煤炭、28％的铁矿石、92％的镍和28％的锰矿储量。”

## 社会状况
红色走廊所包含的地区社会分层，伴随着种姓和封建区隔。该地区的大部分地区都有土生土长的部落民（被称为阿迪瓦西），包括桑塔人和冈德人。比哈尔邦和贾坎德邦有种姓和部落分裂，暴力与这些社会团体之间的摩擦有关。安得拉邦的特伦甘纳地区同样有很深的种姓隔离。切蒂斯格尔邦和奥里萨邦都有极为贫困的部落民。

## 受影响地区
据印度政府称，2009年，180个县受纳萨尔派影响。截至2011年7月，十个邦的83个县（这个数字包括新增的20个县）受左翼极端主义的影响，截至2016年2月12日，受影响地区为10个邦的106个县。截至2017年12月，9个邦的105个县受左翼极端主义影响，截至2021年6月，十个邦的70个县受影响。截至2024年4月，9个邦的38个县受影响。2025年3月，内政部长告诉议会纳萨尔派至多影响18个县，其中6个被列为“最受影响”。
| 印度的邦和中央直辖区 | 县数 | 受影响县数 | 受影响县 |
| -------------------- | ---- | ---------- | --- |
| 切蒂斯格尔邦         | 28   | 7          | 比賈布爾縣、丹德瓦達縣、加里亚班德县、坎克爾縣、莫赫拉-马恩普尔-阿姆巴加尔赫乔沃基县、納拉延普爾縣、苏格马县 |
| 奥里萨邦             | 30   | 4          | 卡拉汉迪县、坎达马县、马尔坎基里县、努瓦帕达县                                                               |
| 中央邦               | 50   | 2          | 巴拉卡德县、曼德拉县                                                                                         |
| 特伦甘纳邦           | 33   | 2          | 科塔古德姆县、穆卢古县                                                                                       |
| 安得拉邦             | 26   | 1          | 阿卢里县 |
| 贾坎德邦             | 24   | 1          | 西新奔縣 |
| 马哈拉施特拉邦       | 36   | 1          | 加德奇罗利县                                                                                                 |
| 合计                 | 232  | 18         | |

## 奥里萨之分
红色走廊几乎从印度与尼泊尔的边界连接到泰米尔纳德邦的北部边界。然而，奥里萨邦的沿海地区与中心地区有显著差异，纳萨尔派活动较少，识字率和经济多样化指数较高。 而属于红色走廊的奥里萨邦非沿海地区的指标明显较低，整个地区的识字率远低于全国平均水平。丹德瓦达县识字率30％，在全国识字率最低。